# 布鲁斯·奎克
布鲁斯·奎克（英語：Bruce Quick，1959年10月4日—），澳大利亚男子射击运动员。他曾代表澳大利亚参加1990年、1998年、2002年、2006年、2010年、2014年和2018年英联邦运动会射击比赛，获得一枚金牌、九枚银牌和四枚铜牌。